# علی الزنکاوی
علی الزنکاوی (انگلیسی: Ali Al-Zinkawi؛ زادهٔ ۲۷ فوریهٔ ۱۹۸۴) پرتاب‌گر چکش اهل کویت است.